# Halina Olszewska
Halina Katarzyna Olszewska (ur. 24 września 1956 w Bydgoszczy) – polska doktor habilitowana inżynier nauk rolniczych, w latach 2016–2020 prorektor Uniwersytetu Technologiczno-Przyrodniczego im. Jana i Jędrzeja Śniadeckich w Bydgoszczy (od 2021 Politechniki Bydgoskiej).

## Życiorys
Halina Olszewska w 2005 habilitowała się na Wydziale Biologii i Hodowli Zwierząt Akademii Rolniczej we Wrocławiu na podstawie pracy Aspekty higieniczne rolniczego wykorzystania gnojowicy. Pracuje jako profesor nadzwyczajna Uniwersytetu Technologiczno-Przyrodniczego w Bydgoszczy. W kadencji 2016–2020 pełniła funkcję prorektora do spraw dydaktycznych i studenckich. Wcześniej prodziekan ds. dydaktycznych i studenckich Wydziału Hodowli i Biologii Zwierząt UTP. Wypromowała jednego doktora: Krzysztofa Skowrona.
W 2017 „za zasługi w działalności na rzecz rozwoju nauki” została odznaczona Srebrnym Krzyżem Zasługi.